# Уокер, Томми
Томас Уокер (англ. Thomas Walker 26 мая 1915, Ливингстон — 11 января 1993, Эдинбург) — шотландский футболист и футбольный тренер, игрок сборной Шотландии.

## Биография

### Клубная карьера
Уокер родился в Ливингстоне, и играл в местных командах «Берриберн Рейнджерс», «Ливингстон Вайолет» и «Броксберн Рейнджерс», прежде чем в феврале 1932 года в возрасте 16 лет присоединился к команде «Харт оф Мидлотиан».
Уокер стал одним из ключевых игроков «Хартса», за который сыграл более 230 матчей и забил 110 мячей. Во время Второй мировой войны проходил службу в армии. В 1946 году перешёл в «Челси», в котором отыграл два сезона и вернулся в «Хартс», в котором отыграл одну игру и завершил карьеру.

### Карьера в сборной
В составе сборной Шотландии сыграл 21 матч, в которых забил 9 мячей.

### Тренерская карьера
Уокер с 1951 по 1966 год работал главным тренером «Хартс», с ним связан один из успешных периодов в истории клуба, выиграв два чемпионских титула, Кубок Шотландии 1956 года и четыре Кубка шотландской лиги. 
Затем с 1967 по 1969 год Уокер работал главным тренером клуба «Рэйт Роверс».

### Смерть
Скончался 11 января 1993 года в Эдинбурге в возрасте 77 лет.